# Lukovac (Mag)
Lukovac je nenaseljeni otočić u hrvatskom dijelu Jadranskog mora.
Njegova površina iznosi 0,05 km². Dužina obalne crte iznosi 1,11 km.